# 雷 (挪威)
雷是挪威西福爾郡的一個已撤销的市镇。
2020年1月1日并入滕斯贝格市镇，并隶属新成立的西福尔-泰勒马克郡。